# Beharca
Beharca – wieś w Rumunii, w okręgu Dolj, w gminie Coțofenii din Față. W 2011 roku liczyła 315 mieszkańców.